# Chatenay-Vaudin
Chatenay-Vaudin è un comune francese di 63 abitanti situato nel dipartimento dell'Alta Marna, nella regione del Grand Est.

## Società

### Evoluzione demografica
Abitanti censiti